# Кортунов, Андрей Вадимович
Андре́й Вади́мович Кортуно́в (род. 19 августа 1957, Москва, СССР) — советский и российский политолог и общественный деятель, кандидат исторических наук. Генеральный директор Российского совета по международным делам (РСМД). Брат Сергея Кортунова и Вадима Кортунова.

## Биография
Окончил МГИМО МИД СССР в 1979, аспирантуру Института США и Канады (ИСКАН) Академии наук СССР в 1982.
В 1982—1995 — младший, затем старший научный сотрудник, заведующий сектором, заведующий отделом, в 1995—1997 — заместитель директора Института США и Канады. Преподавал внешнюю политику России в США в Университете Майами (1990), «Льюс и Кларк колледже» в Портленде (1992), Калифорнийском университете в Беркли (1993). Основные направления научной деятельности: международные отношения, внешняя и внутренняя политика России, российско-американские отношения.
С 1991 года — ведущий научных программ, председатель правления Московского отделения Российского научного фонда, с 1993 — директор Московского отделения Российского научного фонда, преобразованного затем в Московский общественный научный фонд (МОНФ), который оказывает содействие инновационным процессам в сфере развития гуманитарного и общественно-политического знания. Был создателем и первым президентом МОНФ.
С 1998 года, одновременно с руководством МОНФ, был исполнительным директором мегапроекта «Развитие образования в России» Института «Открытое общество» (Фонд Сороса). Был вице-президентом американского фонда «Евразия». Президент автономной некоммерческой организации (АНО) ИНО-Центр («Информация. Наука. Образование»).
С 2004 — президент фонда «Новая Евразия», учрежденного американским фондом «Евразия», российским фондом «Династия» (созданным бизнесменом Дмитрием Зиминым, основателем компании «Вымпелком») и Европейским фондом Мадарьяга.
С 2011 — генеральный директор и член президиума Российского совета по международным делам (РСМД)".

## Взгляды
Россия и Украина
Считает, что истинной причиной российского вторжения на Украину в 2022 году является непримиримое различие в тенденциях общественно-политического развития двух стран. По мнению А. В. Котрунова, в первые десятилетия XXI в. Украина двигалась к народовластию, а Россия к автократии, что и привело к конфликту.

## Санкции
22 сентября 2023 года Кортунов включён в санкционный список Канады «соратников российского режима и агентов дезинформации» против причастных к депортации украинских детей в Россию и «созданию и распространению дезинформации и пропаганды, финансируемой Кремлем». Ранее Национальное агентство по предотвращению коррупции Украины выступило с инициативой о введении против Кортунова международных санкций так как «орган, которым руководит субъект, поддерживает и оправдывает действия правительства РФ связанные с аннексией Крыма и Донбаса, а также искажает обстаятельсва и причины войны России против Украины».

## Публикации

### Научные труды
- The «American model» on the Scales of History: Trans. from Russ. Moscow, Progress, 1985, 231 p. (в соавт. с А. Л. Никитиным)
- Дезинтеграция Советского Союза и политика США. — М., 1993.
- Россия и Запад: модели интеграции. М., 1994.
- Россия и реформы ООН. М., 1995.

### Публицистика
- Andrey Kortunov offers three scenarios for the end of the war in Ukraine — The Economist, May 20th 2022